# ماريك دورونين
ماريك دورونين (بالإستونية: Marek Doronin)‏ مواليد 9 يناير 1983 في تارتو، هو لاعب كرة سلة إستوني. بدأ مسيرته الاحترافية في سنة 1998. يحمل الرقم 11. يبلغ طوله 6 قدم 6.75 بوصة (2.0 م). اعتزل اللعب في 2016.

## الإنجازات
- كأس إستونيا لكرة السلة (2000، 2001، 2002، 2004، 2009، 2010، 2011، 2013، 2014)

## روابط خارجية
- ماريك دورونين على موقع الاتحاد الدولي لكرة السلة (الإنجليزية)
- ماريك دورونين على موقع كرة السلة الأوروبية.كوم (الإنجليزية)
- ماريك دورونين على موقع ريلجم (الإنجليزية)
- ماريك دورونين على موقع بروبوليرز (الإنجليزية)